# Raw Sylk
Raw Sylk – debiutancki album wydany przez raperkę, Sylk-E. Fyne dla wytwórni RCA Records, 24 marca 1998 roku. 
Album został wyprodukowany przez Geralda Baillergeau i Victora Merrit. 

## Lista utworów
1. "Keep It Real" - 4:02 (Featuring Too Short)
2. "Romeo and Juliet" - 4:30 (Featuring Chill)
3. "Grand Jury (Coming Through)" - 2:46
4. "Material Girl" - 4:18
5. "I Missed My Loved Ones" - 5:03
6. "They'll Never Be" - 4:03
7. "I Ain't Down with the System" - 4:22
8. "Love No More (Look into My Eyes)" - 4:47
9. "Lost in the Game" - 4:01
10. "I Make Moves" - 4:34
11. "This Is the Way We Roll" - 4:03